# Вальсирующие
«Вальсирующие» (фр. Les Valseuses, другие переводы — «Крутые яйца», «Мудозвоны», «Похождения чудаков») — кинофильм Бертрана Блие.
На арго «Les Valseuses» означает «яички» (тестикулы).

## Сюжет
Два друга, Жан-Клод и Пьерро, бунтари и хулиганы, угоняют машину парикмахера и вместе с машиной его любовницу Мари-Анж, которая вскоре становится их «девушкой на двоих». Вместе, преследуемые полицией, они пускаются в бега по Франции. Меняя машины, они совершают всевозможные мелкие преступления. Среди множества встреч на их пути одна особо впечатляет — встреча с Жанной, немолодой женщиной, только вышедшей на волю из тюрьмы. Они дарят ей один счастливый день. После чего она кончает с собой из пистолета Жан-Клода, выстрелив себе в промежность. Шокированные произошедшим, Жан-Клод и Пьерро решают помочь сыну Жанны, Жаку, который тоже пребывает в заключении. В день освобождения они поджидают Жака у ворот тюрьмы. Увозят с собой, обещают делиться с ним всем и даже Мари-Анж. Жак предлагает им поучаствовать в ограблении, во время которого он совершает убийство. Жан-Клод, Пьерро и Мари-Анж снова пускаются в бега, угоняя машину двух отдыхающих буржуа вместе с их дочкой Жаклин, которой осточертел мещанский образ жизни.
Фильм «Вальсирующие» — эпопея о поколении 1968 года, о сексуальной революции и свободе нравов.

## В ролях
- Жерар Депардьё — Жан-Клод
- Патрик Девер — Пьерро
- Миу-Миу — Мари-Анж
- Жанна Моро — Жанна
- Жак Шайё — Жак
- Брижит Фоссе — девушка в поезде-автомотрисе
- Кристиан Алер
- Мишель Пейрелон — доктор
- Жерар Букарон — лохматый слесарь
- Ева Дамьен — жена доктора
- Жерар Жюньо — эпизод
- Марко Перрен — инспектор в супермаркете
- Жак Риспаль — Мэтон, охранник
- Мишель Пилорже — буржуа (эпизод)
- Изабель Юппер — Жаклин